# Cimetière de Confucius
Le cimetière de Confucius (en mandarin simplifié : 孔林; en pinyin : Kǒng Lín) est le cimetière du clan Kong, qui sont les descendants de Confucius, ainsi que de Confucius et de certains de ses disciples. Le cimetière est situé dans la ville de Qufu, en Chine.
Depuis 1994, le cimetière est listé, avec le temple de Confucius, sur le patrimoine mondial de l'humanité en tant que partie du site : Temple et cimetière de Confucius et résidence de la famille Kong à Qufu.

## Révolution culturelle
En novembre 1966, un groupe de gardes rouges de Pékin s'est associé avec un autre groupe de Qufu pour détruire une partie du cimetière et la statue du temple de Confucius. Durant leurs vingt-neuf jours de présence, 100 000 volumes de textes classiques ont été brûlés, plus de 6 000 objets détruits ou endommagés, et six tombes ouvertes. Deux mille tombes ont été pillées durant le printemps de l'année 1967 par la population qui espérait y découvrir des trésors. Les objets en or trouvés dans les tombes ont été rachetés à la population par l'agence locale de la Banque populaire de Chine. Après la Révolution culturelle, des objets funéraires ont encore été rachetés en vue de la restauration des lieux.